# 武滿徹
武满彻（日语：／ Takemitsu Tōru，1930年10月8日—1996年2月20日），日本20世纪现代音乐作曲家。

## 早年
武满彻1930年生于东京，一个月后随家人移居中国大连，后又返回日本。年幼时因为被征兵而没有接受完整的教育，他在军中对西方古典音乐开始发生兴趣。日本战败后他为美军工作，这又使他有机会聆听古典音乐。他几乎没有接受过正规的音乐教育，而几乎全靠自学作曲。1951年创建“实验工房”。

## 成名
1959年，作曲家斯特拉文斯基访问日本，当时NHK电台选择了一些日本作品播放给他听，工作人员由于失误，把原本不在计划之内的武满彻的弦乐《安魂曲》播了出来，斯特拉文斯基听见后坚持要听完全曲，并认为这是一首杰出的作品，更把武满彻请去一起用餐。自此，武满彻开始成为日本最著名的作曲家之一。

## 晚年
1995年，武滿徹被檢查出膀胱及頸部淋巴腺有癌細胞，之後因間質性肺炎入院治療。1996年2月20日，因間質性肺炎病逝於虎之門醫院（虎の門病院），享年65歲。身後葬於東京都文京區小日向的曹洞宗日輪寺内墓地。

## 音乐创作
武满彻的音乐受到了多方面的影响，例如具体音乐和电子音乐，德彪西和梅西安的风格，爵士乐，以及音色音乐等，他也深受日本传统音乐的影响，有部分作品使用了民族乐器。他的作品基本上都是慢速度的，充满了东方哲学的韵味。他的创作以器乐曲为主，管弦乐作品效果相当独特，也有一些作品涉及到电子音乐的技术，同时他也作有大量的电影配乐，著名的包括黑泽明的《乱》。